# Barnim V
Barnim V (ur. przed 20 września 1369, zm. przed 7 lutego 1403) – książę stargardzki, słupski, sławieński, darłowski i szczecinecki z dynastii Gryfitów. Syn księcia Bogusława V i Adelajdy Welf.

## Panowanie
Był najmłodszym synem Bogusława V. Wraz z bratem Bogusławem VIII władał tzw. ziemią stargardzką. Starszy natomiast Warcisław VII rządził ówcześnie Księstwem Słupskim. W 1387 immatrykulowany na Uniwersytecie w Pradze (wydział prawa kanonicznego). W tym samym roku, Barnim V z braćmi brał udział w porozumieniu dotyczącym objęcia godności biskupiej w Kamieniu przez Bogusława VIII. W 1402, w kilka lat po śmierci Warcisława VII, doszło do ponownego podziału Księstwa Słupskiego. Barnim V, w wyniku porozumień otrzymał okręg słupski, sławieński, darłowski i szczecinecki, zaś Bogusław VIII okręg woliński, kamieński, gryficki, stargardzki, trzebiatowski i białogardzki.
7 maja 1401 książę wstąpił do służby Władysława II Jagiełły. Za posługę na rzecz króla Polski, książę otrzymywał rocznie 400 grzywien groszy polskich, z tym że 200 grzywien otrzymywał na święto Bożego Narodzenia, a resztę w dzień św. Jerzego Męczennika.
Zmarł nagle przed 7 lutego 1403. Jego posiadłości odziedziczył Bogusław VIII.

## Rodzina
27 września 1396 Barnim V poślubił jedną z księżniczek litewskich – Jadwigę, bratanicę Witolda, córkę Towciwiłła (Konrada) Kiejstutowicza (J. Zdrenka). Małżeństwo, według współczesnych badań doczekało się córki Anny.

### Genealogia
| Warcisław IV ur. w okr. 11–27 V 1291 zm. w okr. 31 VII–1 VIII 1326 | Warcisław IV ur. w okr. 11–27 V 1291 zm. w okr. 31 VII–1 VIII 1326 |                                                            |                                                            | Elżbieta ur. w okr. 1300–1304 zm. w okr. II–III 1355 lub przed 2 II 1356 | Elżbieta ur. w okr. 1300–1304 zm. w okr. II–III 1355 lub przed 2 II 1356 |  |  | Ernest I ur. w okr. 1297–1305 zm. 1361 | Ernest I ur. w okr. 1297–1305 zm. 1361 |                                                   |                                                   | Adelajda Everstein–Polle ur. przed 1325 zm. w okr. 29 IX 1373–1376 | Adelajda Everstein–Polle ur. przed 1325 zm. w okr. 29 IX 1373–1376 |
|                                                                    |                                                                    |                                                            |                                                            |                                                                          |                                                                          |  |  |                                        |                                        |                                                   |                                                   |                                                                    |                                                                    |
|                                                                    |                                                                    |                                                            |                                                            |                                                                          |                                                                          |  |  |                                        |                                        |                                                   |                                                   |                                                                    |                                                                    |
|                                                                    |                                                                    | Bogusław V ur. w okr. 1317–1318 zm. w okr. 3 II–24 IV 1374 | Bogusław V ur. w okr. 1317–1318 zm. w okr. 3 II–24 IV 1374 |                                                                          |                                                                          |  |  |                                        |                                        | Adelajda Welf ur. ok. 1341 zm. być może 5 II 1407 | Adelajda Welf ur. ok. 1341 zm. być może 5 II 1407 |                                                                    |                                                                    |
|                                                                    |                                                                    |                                                            |                                                            |                                                                          |                                                                          |  |  |                                        |                                        |                                                   |                                                   |                                                                    |                                                                    |
|                                                                    |                                                                    |                                                            |                                                            |                                                                          |                                                                          |  |  |                                        |                                        |                                                   |                                                   |                                                                    |                                                                    |
|                                                                    |                                                                    |                                                            |                                                            |                                                                          |                                                                          |  |  |                                        |                                        |                                                   |                                                   |                                                                    |                                                                    |

|  |  | Jadwiga ur. najp. ok. 1384 zm. po 1408 OO 27 IX 1396 | Jadwiga ur. najp. ok. 1384 zm. po 1408 OO 27 IX 1396 | Barnim V (ur. przed 20 IX 1369, zm. przed 7 II 1403) | Barnim V (ur. przed 20 IX 1369, zm. przed 7 II 1403) |  |  |  |  |
|  |  |                                                      |                                                      |                                                      |                                                      |  |  |  |  |
|  |  |                                                      |                                                      |                                                      |                                                      |  |  |  |  |
|  |  |                                                      |                                                      |                                                      |                                                      |  |  |  |  |
|  |  |                                                      |                                                      | Anna ur. po 1396 zm. ?                               |                                                      |  |  |  |  |

### Opracowania
- Kazimierz Kozłowski, Jerzy Podralski, Gryfici. Książęta Pomorza Zachodniego, Szczecin: Krajowa Agencja Wydawnicza, 1985, ISBN 83-03-00530-8, OCLC 189424372. Brak numerów stron w książce
- Edward Rymar, Rodowód książąt pomorskich, Szczecin: Książnica Pomorska im. Stanisława Staszica, 2005, ISBN 83-87879-50-9, OCLC 69296056. Brak numerów stron w książce

### Literatura dodatkowa (online)
- Madsen U., Barnim V. Herzog von Pommern-Schlawe-Stolp (niem.), [dostęp 2012-02-18].